# Medien in St. Helena, Ascension und Tristan da Cunha
Die Medien im Britischen Überseegebiet St. Helena, Ascension und Tristan da Cunha können gemäß internationalen Richtlinien zur Pressefreiheit als frei und unabhängig angesehen werden. Dies wird auch von der Verfassung garantiert.

## St. Helena
Auf der Insel St. Helena gibt es zwei Zeitungen und zwei Hörfunksender.
- The St Helena Independent – wöchentlich am Donnerstag[2]
- The Sentinel – wöchentlich am Donnerstag[3]
- Saint FM[4]
- SAMS Radio[5]

Seit April 2017 gibt es mit Halftime eine Sportzeitschrift auf der Insel.

## Ascension
Auf der Insel Ascension gibt es eine Zeitung und einen Radiosender.
- The Islander – wöchentlich[7]
- Volcano Radio

## Tristan da Cunha
Auf der Inselgruppe Tristan da Cunha gibt es eine Zeitung und einen Radiosender.
- Tristan Times – wöchentlich[8]
- Atlantic FM